# جوش فلاغ
جوش فلاغ (بالإنجليزية: Josh Flagg)‏ هو سمسار العقارات ومذيع أمريكي، ولد في 20 أغسطس 1985 في لوس أنجلوس في الولايات المتحدة.

## وصلات خارجية
- الموقع الرسمي
- جوش فلاغ على موقع IMDb (الإنجليزية)